# インフルエンザの流行

インフルエンザの季節的な流行。
青は11-4月、赤は4-11月、黄色は一年中

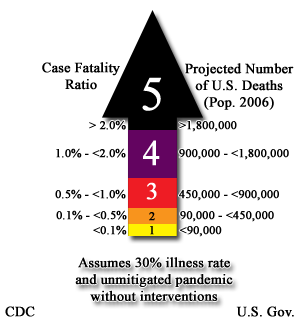
CDC PSIカテゴリー

インフルエンザの流行（influenza pandemic）は、過去140年間で5回のパンデミックが発生しており、1918年のパンデミック（スペインかぜ）が最も深刻であった。スペインかぜでは、世界で5000万-1億人の死者を出したと推定されている。最近の2009年新型インフルエンザの世界的流行では、100万人弱の死者が出ているが、これは比較的軽度と考えられている。パンデミックは不規則に発生する。
世界保健機関は、ある新型のウイルスが最初の数人に感染し、それが世界中に移動するプロセスを、６つのステージに分類している。これは主に動物に感染するウイルスから始まり、それが動物から人に感染するものであった場合（新型インフルエンザ）、ウイルスが人同士で直接広がり始め、最後には新型ウイルスによる感染が世界中に広がるパンデミックとなるというステップである。

## 指標

### WHOによる流行警戒水準
WHOは世界的流行（パンデミック）の警戒水準を以下に定めている。
- 前パンデミック期
  - フェーズ1 - 動物のインフルエンザウイルスでヒト感染を引き起こすものは、報告されていない。
  - フェーズ2 - 動物（飼育または野生）のインフルエンザウイルスのヒト感染が知られ、ゆえにそのウイルスがパンデミックの潜在的脅威と考えられる。
- パンデミックアラート期
  - フェーズ3 - 人々の間で、散発的にまたは（いくつかの）小規模集団において疾患が発生するが、コミュニティ・レベルの大発生を支えるほどのヒト―ヒト伝染には至らない。限定的なヒト―ヒト伝染が、ある環境（例：感染者と無防備な介護者との密な接触）で起こることはあっても、そのウイルスがパンデミック・レベルの伝染能力を得たわけではない。
  - フェーズ4 - コミュニティ・レベルの大発生の要因となるヒト―ヒト伝染が確認される。罹る事態が疑われるか確認された国は至急、WHOと相談すべきであり、状況を共同で評価し、早急なパンデミック封じ込め作戦を実行可能かどうか判断する。パンデミックのリスクの増大は重要である一方、パンデミックが当然に起こるとは限らない。
  - フェーズ5 - ヒト―ヒト伝染がWHOの同一管区の複数の国で広まる。大半の国は影響を受けていない段階だが、フェーズ5の宣言は、パンデミックが差し迫り、鎮静手段の計画を策定、伝達、実行するための時間が短いことを、強く示すものである。
- パンデミック期 
  - フェーズ6 - フェーズ5以外のWHOの管区の一国以上でコミュニティ・レベルの大発生に至る。フェーズ6の指定は、地球規模のパンデミックが起きていることを示すものである。

### CDCパンデミック指数
CDCはインフルエンザ・パンデミック重度指数 (Pandemic severity index, PSI) を作成し、以下のカテゴリー分けが行われている。
| カテゴリー | 致命率    | 例                                 |
| ---------- | --------- | ---------------------------------- |
| 1          | 0.1% 以下 | 季節性インフルエンザ、2009 A(H1N1) |
| 2          | 0.1–0.5%  | アジアかぜ、香港かぜ               |
| 3          | 0.5–1%    |                                    |
| 4          | 1.0%–2.0% |                                    |
| 5          | 2.0% 以上 | スペインかぜ                       |

## 発生源・流行源
インフルエンザ自体は様々なタイプがあり、渡り鳥その他の様々な動物で、それぞれの動物のそれぞれのタイプのインフルエンザへの免疫が薄くなった頃に、さらには変異を起こして流行している可能性があるため、厳密な意味での発生源や真の意味でおおもとといえる流行源は特定しがたい。しかし、そのときどきの人へのパンデミックの流行源の核となりやすい地域が存在する。概ね、一つは北米大陸で、メキシコのチチカカ湖周辺が渡り鳥の集まる地域である為そこから北米大陸に広がる形、もう一つは、中国南部で、雁等の渡り鳥が持ってきたウィルスを起因とし、人が各種家禽や豚等を比較的互いに接近した環境で飼うこと、家庭で屠殺することが多いこともあいまって、各種インフルエンザの相互感染を起こしやすくなる。

## 歴史
| 期間        | 感染地域               | 詳細                                 | 死亡者数        | 出典          |
| ----------- | ---------------------- | ------------------------------------ | --------------- | ------------- |
| 1493        | イスパニョーラ島       |                                      |                 |               |
| 1558 - 1559 | メキシコ、ペルー       |                                      |                 |               |
| 1732 - 1733 | 13植民地               |                                      |                 |               |
| 1761        | 北米、西インド諸島     |                                      |                 |               |
| 1775 - 1776 | イングランド           |                                      |                 | [ 10 ]        |
| 1793        | アメリカ               |                                      |                 |               |
| 1847 - 1848 | 世界的                 |                                      |                 | [ 11 ]        |
| 1850 - 1851 | 北米                   |                                      |                 |               |
| 1857 - 1859 | ヨーロッパ、北米、南米 |                                      |                 |               |
| 1889 - 1890 | 世界的                 | ロシアかぜ                           | 100万人         | [ 12 ]        |
| 1918 - 1920 | 世界的                 | スペインかぜ                         | 5,000万 - 1億人 | [ 13 ]        |
| 1957 - 1958 | 世界的                 | アジアかぜ                           | 約200万人       | [ 14 ]        |
| 1968 - 1969 | 世界的                 | 香港かぜ                             | 100万人         |               |
| 1977 - 1978 | ソ連                   | ソ連かぜ                             |                 |               |
| 2003 - 2004 |                        | 福建かぜ                             |                 |               |
| 2009 - 2010 | 世界的                 | 2009年新型インフルエンザの世界的流行 | 14,286人        | [ 15 ] [ 16 ] |

### 1918年、スペイン風邪

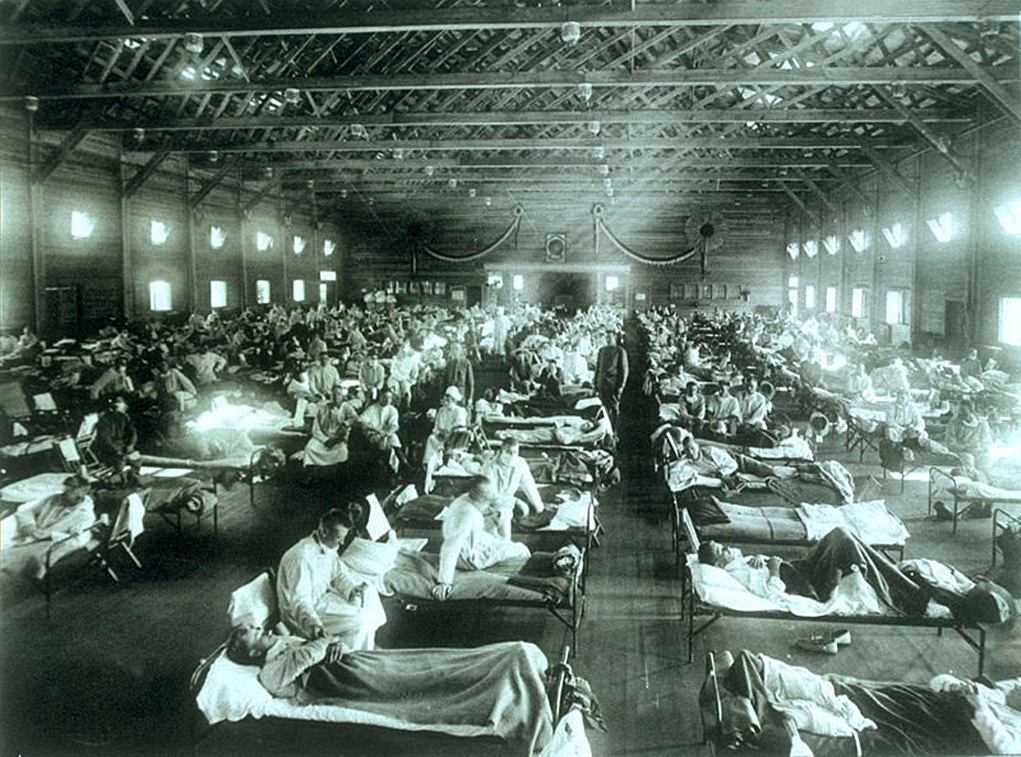
スペイン風邪の患者でごった返すアメリカ軍の野戦病院（アメリカ合衆国・カンザス州）

鳥インフルエンザの一種と考えられるスペイン風邪は、1918年、アメリカ合衆国の兵士の間で流行しはじめ、人類が遭遇した最初のインフルエンザの大流行（パンデミック）となり、感染者は6億人、死者は最終的には4000万人から5000万人におよんだ。当時の世界人口は12億人程度と推定されるため、全人類の半数もの人びとがスペイン風邪に感染したことになる。この値は、感染症のみならず戦争や災害などすべてのヒトの死因の中でも、もっとも多くのヒトを短期間で死に至らしめた記録的なものである。
死者数は、第一次世界大戦の死者をはるかにうわまわり、日本では当時の人口5500万人に対し39万人が死亡、アメリカでは50万人が死亡した。詩人ギヨーム・アポリネール、社会学者マックス・ヴェーバー、画家エゴン・シーレ、劇作家エドモン・ロスタン、作曲家チャールズ・ヒューバート・パリー、革命家ヤーコフ・スヴェルドロフ、音楽家チャールズ・トムリンソン・グリフスが亡くなっており、日本でも、元内務大臣の末松謙澄、東京駅の設計を担当した辰野金吾、劇作家の島村抱月、大山巌夫人の山川捨松、皇族の竹田宮恒久王、軍人の西郷寅太郎などの著名人がスペイン風邪で亡くなっている。「黒死病」以来の歴史的疫病で、インフルエンザに対する免疫が弱い南方の島々では島民がほぼ全滅するケースもあった。

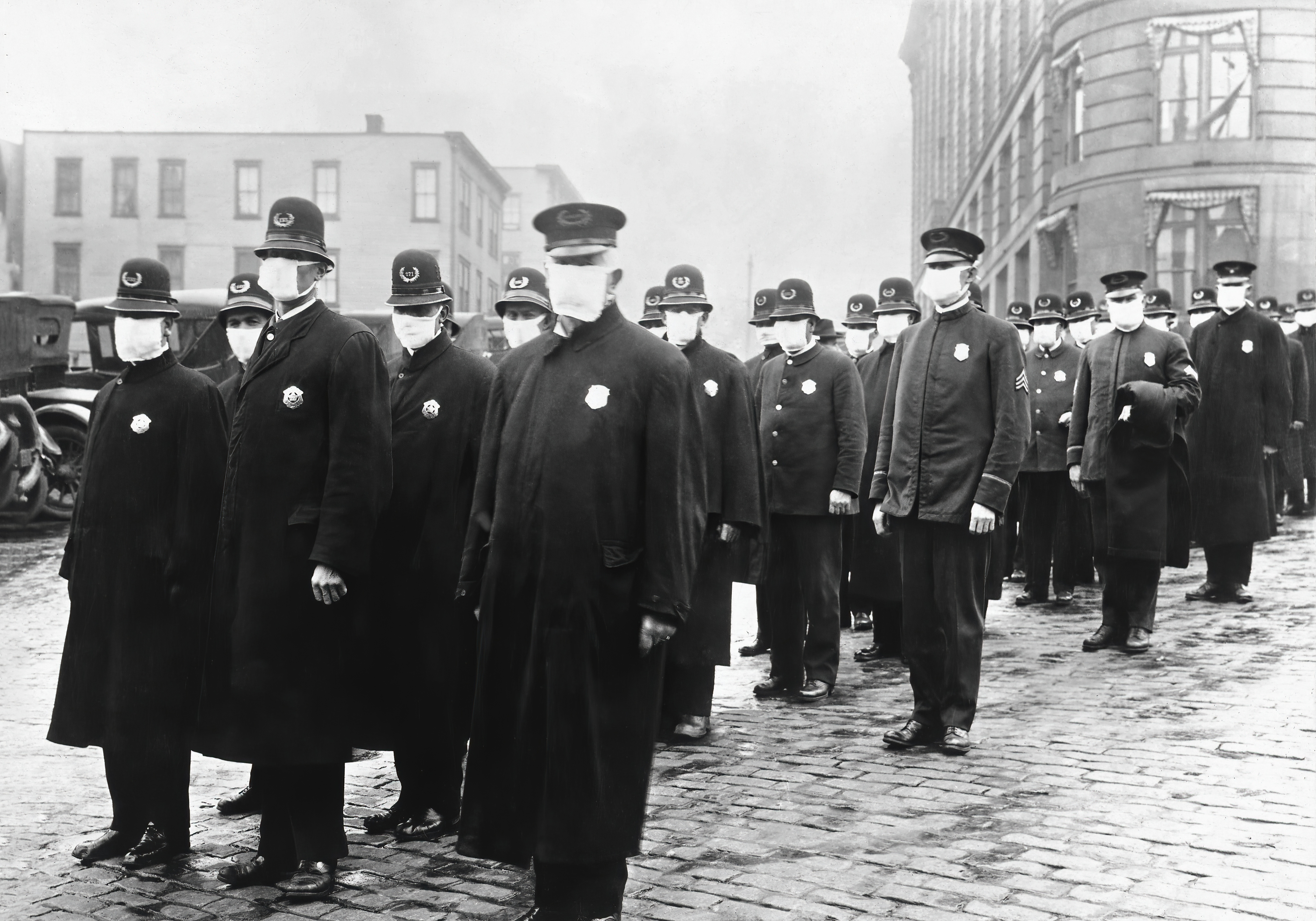
1918年のシアトル警察（アメリカ合衆国・ワシントン州）
----
全員、マスクをしている。

流行の第1波は、1918年3月に米国シカゴ付近で最初の流行があり、アメリカ軍の第一次世界大戦参戦とともに大西洋をわたって、5月から6月にかけてヨーロッパで流行したものである。第2波は1918年秋にほぼ世界中で同時に起こり、病原性がさらに強まって重症な合併症を起こし死者が急増した。第3波は1919年春から秋にかけてで、やはり世界的に流行した。日本ではこの第3波が一番被害が大きかった。
インフルエンザウイルスの病原性については、1931年にアメリカのリチャード・ショープが、ブタにおこるインフルエンザが、リヒャルト・プファイファーの発見したインフルエンザ菌とウイルスとの混合感染によっておこることを確認し、1933年に、イギリスのウィルソン・スミスとクリストファー・アンドリュースたちが患者からインフルエンザウイルスを分離し、フェレットを用いた実験によって証明して、病原体論争はおさまった。
さらに、スペイン風邪の病原体の正体は、アラスカの凍土から1997年8月に発掘された4遺体から採取された肺組織検体からやがてウイルスゲノムが分離されたことによって、ようやく明らかとなった。これにより、H1N1亜型であったことと、鳥インフルエンザウイルスに由来するものであった可能性が高いことが証明された。つまり、スペイン風邪は、それまでヒトに感染しなかった鳥インフルエンザウイルスが突然変異し、受容体がヒトに感染する形に変化するようになったことが原因と考えられる。したがって、当時の人びとにとっては全く新しい感染症（新興感染症）であり、スペイン風邪に対する免疫を持った人がきわめて稀であったことが、この大流行の原因だと考えられるようになったのである。スペイン風邪におけるおもな死因は二次性の細菌性肺炎であったといわれる。
なお、アメリカ発であるにもかかわらず「スペイン風邪」と呼ばれたのは、当時は第一次世界大戦中であり、世界各国・各地域で諸情報が検閲を受けていたのに対し、スペインは中立国であったため、主要な情報源がスペイン発となったためである。一説には、スペイン風邪の大流行により第一次世界大戦終結が早まったともいわれている。

### 1957年、アジア風邪と香港風邪
20世紀の100年間でインフルエンザのパンデミックは3度あった。上述のスペイン風邪、H2N2亜型ウイルスによる1957年のアジア風邪、H3N2亜型による1968年の香港風邪である。
アジア風邪では、世界で200万人もの人びとが死亡した。1957年の冬、中国の貴州に発生し、中国全土に広がった。中国の科学者は病原体の分離に成功したが、当時、中国がWHOのインフルエンザ関係機関に加わっていなかったため、その情報が他の諸国に伝えられたのは、流行から2か月も経過してからであった。このあいだアフリカや中南米に拡大し、欧米では夏にはあまり広がらなかったが秋に入り、世界的に流行した。日本での感染者は届出のあったものだけで98万3105人、死者は7,735人にのぼる。
香港風邪では、世界で100万人が死亡し、日本の死者は2,200人以上である。H3N2亜型に属する新型ウイルスであった。同時にH2N2亜型のものは姿を消した。現在の季節性インフルエンザの原因の1つである。その後、1977年にはソ連風邪がエンデミック（局地的流行）となった。
これまでパンデミックを起こしたインフルエンザウイルスは、いずれも鳥類に由来するものであり、しかも弱毒性のものであった。今後、発生が心配されているのはH5N1亜型の強毒性のものである。世界保健機関(WHO)の李鍾郁（イ・ジョンウク）元事務局長は「もはや新型インフルエンザが起こる可能性を議論する時期ではなく、時間の問題である」と述べており、2005年、アメリカのジョージ・W・ブッシュ大統領は、新型インフルエンザ対策を優先度の高い国家戦略とすると表明し、国際的な協力体制の構築を各国によびかけた。

### 2009年新型インフルエンザ
21世紀にはいり、2009年には新型インフルエンザの世界的流行があった。当初はメキシコおよびアメリカ合衆国での局地的流行であったが、2009年春頃から2010年3月にかけ、A型、H1N1亜型のインフルエンザウイルスによる豚インフルエンザとして世界的に流行した。WHOは2009年4月27日にフェーズ4を、2日後の4月29日にはフェーズ5を、6月11日にはフェーズ6を宣言した。これは、21世紀に入って人類が経験するインフルエンザ・パンデミックの最初の事例となった。日本では感染症予防法第6条第7項第1号において「新たに人から人に伝染する能力を有することとなったウイルスを病原体とするインフルエンザ」と規定され「新型インフルエンザ」と命名されている。